# Heinrich Börnstein

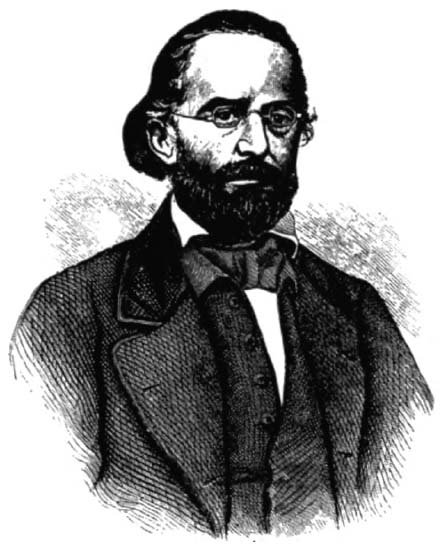
Heinrich Börnstein um 1860. Stahlstich von Brown.

Heinrich Börnstein (* 4. November 1805 in Hamburg; † 10. September 1892 in Wien) war ein deutscher, amerikanischer und österreichischer Theaterdirektor, Übersetzer und Schriftsteller. Er nahm aktiven Anteil an der Märzrevolution in Deutschland und am Sezessionskrieg in den USA. Er war viele Jahre Herausgeber des Anzeiger des Westens in St. Louis, Missouri.

## Leben

### Europa
Heinrich Börnstein war der Sohn des Katholiken Franz Sigmund Börnstein († 5. September 1829 in Ofen) und der Protestantin Ilse Sophie Börnstein, geb. Hesse. Er wurde am 3. Dezember 1805 im Hamburger Michel getauft. Eines seiner Geschwister war sein Bruder Arnold Bernhard Karl, mit dem er in der Literatur gelegentlich verwechselt wird. Heinrich Börnsteins Familie zog 1813 von Hamburg nach Lemberg, aus dessen Umfeld der Vater stammte. Dort besuchte Heinrich von 1815 bis 1820 das dortige Gymnasium. Dann studierte er Medizin. Nachdem er die Universität verlassen hatte, wurde er für fünf Jahre Mitglied der österreichischen Armee. Nach der Entlassung zog er nach Wien. Dort wurde er zunächst als Journalist tätig. Sehr bald zeigte sich sein dramaturgisches Talent. Er schrieb Stücke, die in den Theatern populär wurden. 1826 ernannte man ihn zum Sekretär der zwei bedeutendsten Theater in Wien, des Theaters an der Wien und des Theaters in der Josefstadt. Unter dem Direktor Carl Carl avancierte er in einer dreijährigen Ausbildung zum gefeierten Bühnen-Manager. Anschließend wurde Börnstein Intendant an einigen der führenden Theater in Deutschland und Italien, in Linz, Zagreb, Triest, Venedig und anderen Städten. Er wurde zum erfolgreichen Bühnendirektor und bekannten Schriftsteller.
Am 12. November 1829 heiratete Börnstein in Ofen die erst 14-jährige Ungarin Marie Steltzer, die wie ihre Schwester Amalie in Lemberg als Schauspielerin arbeitete. Mit ihr reiste er im Jahre 1841 in die führenden deutschen Städte, wo er vor ausverkauften Häusern auch als Schauspieler auftrat. Seine Popularität in Deutschland veranlasste ihn, nach Paris zu gehen. 1842 wurde er zunächst Intendant der dortigen deutschen, anschließend der italienischen Oper. Gleichzeitig korrespondierte er mit den führenden Journalisten der Zeit. Ihm wurde klar, dass er nicht gleichzeitig als Schriftsteller und als Bühnendirektor tätig sein konnte. Daher konzentrierte er sich nunmehr auf die Literatur und schrieb eine Anzahl von Stücken, die in einigen deutschen Theatern erfolgreich aufgeführt wurden.
Börnstein war ein Anwalt der Freiheit. Seine künstlerischen Ideale gingen einher mit der Vorstellung einer perfekten Regierung in der Oberhoheit des Volkes. Als Louis-Philippe I. entthront wurde, unterstützte er konsequent die Idee der französischen Revolution. 1844 gab er gemeinsam mit Adelbert von Bornstedt den Vorwärts! Pariser Signale aus Kunst, Wissenschaft, Theater, Musik und geselligem Leben heraus. Die Zeitung erschien zweimal wöchentlich. Neben Börnstein und Bornstedt war Karl Ludwig Bernays Redakteur des „Vorwärts“. Börnstein zeichnet oft seine Artikel im Vorwärts mit Initialen. Gemeinsam mit Bornstedt und Baron von Köhler gründete er im Februar 1844 den „Hülfs- und Unterstützungsverein für nothleidende Deutsche in Paris“. Karl Marx veröffentlichte hier nur einen Artikel, die gegen Arnold Ruge gerichteten „Kritische Randglossen zu dem Artikel ‚Der König von Preußen und die Sozialreform. Von einem Preußen‘ (‚Vorwärts!‘ Nr. 60)“. Marxsche Gedanken brachten vielmehr die Artikel des Kieler Arztes Georg Weber, der direkt aus den Exzerptheften von Marx Artikel für den Vorwärts veröffentlichte.
Am 21. Dezember 1844 forderte der deutsche Gesandte in Paris, Graf von Arnim, vom französischen Innenminister François Guizot die Ausweisung von neun Deutschen, darunter waren Heinrich Börnstein, Karl Ludwig Bernays, Karl Marx und German Mäurer. In seinem Bericht nach Berlin schrieb Arnim: „Als Herr Guizot die Liste sah, äußerte er, er habe nicht geglaubt, daß ich die Expulsion von neun Individuen verlangen würde, er hätte nur auf höchstens drei gerechnet. Es sei nicht möglich alle zu expulsieren, da dies zu viel Geschrei machen würde“.
Nach der Februarrevolution 1848 gründeten Bornstedt und Georg Herwegh die Deutsche Demokratische Legion, die Börnstein in seinen Erinnerungen ausführlich beschrieb. Er selbst beteiligte sich nicht an den Ereignissen in Deutschland 1848, aber sein Bruder Karl, der nach dem Gefecht von Dossenbach gemeinsam mit Bornstedt in die Schweiz flieht.
Nach der Niederschlagung der Revolution sah sich Börnstein veranlasst, Europa zu verlassen. Gemeinsam mit seiner Ehefrau und drei Söhnen verließ er am 1. Februar 1849 Paris. Drei Tage darauf betrat er in Le Havre den Dreimaster Espindola Richtung Nordamerika. Am 8. April 1849 betraten sie in New Orleans amerikanischen Boden.

### Vereinigte Staaten von Amerika
Nach seiner Ankunft in New Orleans, Louisiana, ging Börnstein nach Highland (Illinois) und blieb dort ein Jahr, um sich nach einem Ort umzusehen, an dem er sich dauerhaft niederlassen konnte. Seine literarischen Fähigkeiten wurden durch seine Schriftwechsel bekannt. Im März 1850 nahm er die Stellung des Redakteurs der deutschsprachigen Zeitung Anzeiger des Westens in St. Louis an. Bald wurde er der Herausgeber und Eigentümer. Neben seiner Arbeit beim Anzeiger führte er ein Hotel, ein Theater, eine Brauerei und verschiedene Saloons. Börnsteins neuer Stil und neuen Methoden beim Anzeiger führten öfters dazu, dass aufgebrachte Menschenmengen seine Büros stürmten. Der Anzeiger unterstützte schon früh die neue Republikanische Partei.
1851 publizierte er die antikatholische Novelle Geheimnisse von St. Louis, eine weitreichende Imitation der vielgelesenen französischen Novelle dieser Zeit von Eugène Sue Geheimnisse von Paris. In Geheimnissen beschrieb Börnstein dekadente Priester, die an der katholischen Saint Louis University lehrten.
Börnstein vertrat die Interessen der weltlichen und protestantischen deutschen Einwanderer durch viele schwierige Zeiten. Er war der Meinung, dass die deutschen Interessen Berücksichtigung in der Legislative finden sollten; jedoch sollten sie nicht ihre eigenständige Nationalität aufgeben, um sich nicht der eigenartigen und kapriziösen Erziehung der im Lande geborenen amerikanischen Bürger zu unterwerfen. Selbstverständlich müssten sich die deutsch geborenen Bürger treu zu den Vereinigten Staaten bekennen, wie alle anderen auch. Damit müssten sie auch die gleiche Berücksichtigung in der Legislative finden.
Als der Amerikanische Bürgerkrieg begann, war er zu Reichtum gekommen und sowohl politisch als auch gesellschaftlich anerkannt. 1859 mietete er das größte Theater von St. Louis und baute es zu einem Opernhaus um. Hier präsentierte er den Bürgern von St. Louis klassische Vorstellungen und war erfolgreich. 1861 schloss er jedoch das Theater und zog in den Krieg.
In den Monaten vor der Amtseinführung von Präsident Abraham Lincoln wurde in St. Louis eine deutsche Bürgerwehr gegründet. Börnstein zeigte sich so engagiert bei diesem Vorhaben, dass er zum Oberst des 2nd Missouri gewählt wurde. Er marschierte mit Nathaniel Lyon zur Eroberung von Camp Jackson. Bald wurde er jedoch des Kriegsgeschehens überdrüssig und quittierte nach drei Monaten den Militärdienst.

### Zurück in Europa
1862 ernannte Lincoln Börnstein zum Konsul und seinen Bruder Karl zum Vizekonsul in Bremen. Im Juni 1866 verließ er Bremen.
In Wien war er von 1868 bis 1870 am Theater in der Josefstadt Mitdirektor zusammen mit Karl von Bukovics. Von 1875 bis 1880 schrieb er an seinen „Erinnerungen Fünfundsiebzig Jahre in der Alten und Neuen Welt. Memoiren eines Unbedeutenden“. Teile davon veröffentlichte er in dem von Hermann Raster herausgegebenen Sonntagsblatt „Westen“ der „Illinois Staats-Zeitung“. Nachdem sein Verleger Wigand ihn dazu aufgefordert hatte, schrieb er am 4. November 1883 ein neues Vorwort für die zweite Auflage der Erinnerungen. In seinen letzten Lebensjahren lebte Börnstein in Wien als Dramaturg des „Wiener Stadttheaters“ von Bukovics ab 1883.
Heinrich Börnstein, der – wie seine Frau – nach eigenem Bekunden Bürger der Vereinigten Staaten war, starb nur sechs Wochen nach ihr in Wien. Beide wurden auf dem Protestantischen Friedhof in Matzleinsdorf beigesetzt. Ihre Grabstätte wurde 1941 von offizieller Seite beseitigt. In dem Wiener Stadtteil Strebersdorf wurde ihm zu Ehren eine Straße benannt (Heinrich-Börnstein-Straße).

## Werke
- Beethoven's Leichenbegräbniß. In: Ludwig van Beethoven, Beilage zur Allgemeinen Theaterzeitung 1827, Berichte und Gedichte. Digitalisat
- Die Feuerbraut. Libretto zur Oper in zwei Akten mit Musik von Wilhelm Reuling, Uraufführung 1829 in Triest.
- Der Herzog von Olonne. Komische Oper in drei Aufzügen. Zum ersten Male aufgeführt in dem Théatre royal de l'opéra comique, am 4. Februar 1842. Die Musik ist von Auber. Nach dem Französischen der Herren Scribe und Saintine von Heinrich Börnstein. Schott, Mainz 1842 MDZ reader (auch Königsberg 1843)
- Eugene Sue: Die Geheimnisse von Paris. 8 Bde. und 4 Supplement-Bde. Mit Illustrationen von Theodor Hosemann. Deutsch von A. Diezmann und Heinrich Börnstein. Meyer & Hofmann, Berlin 1843
- Franciska oder Das Kriegsgericht. Schauspiel in 3 Aufzügen. Nach dem Französischen von Heinrich Börnstein. Bloch, Berlin 1843
- Arien und Gesänge aus: Carlo Broschi. Komische Oper in drei Akten. Nach dem Französischen „La part du diable“ des Scribe. Musik von Auber. Für die deutsche Bühne bearbeitet von H. Börnstein und C. Gollmick. Berlin 1843
- Des Teufels Antheil. Komische Oper in 3 Akten. Nach dem Französischen des Scribe, von Heinrich Börnstein und Karl Gollmick. Musik von Auber. Schott, Mainz 1843 MDZ - DFG
- Die Geheimnisse von St. Louis. 2 Bde. Hotop, Cassel 1851
- Haus-Bibliothek des Anzeigers des Westens, hrsg. von Heinrich Börnstein. Bd. 1–2, St. Louis, Mo. 1855 Google books
- Mein Mann geht aus! Lustspiel in 2 Aufzügen frei nach Scribe. Verl.-Coniptoir (Niemeyer), Hamburg 1857 (In: Das Theater d. Auslandes in Bearb. Bd. 6, Lfg. 6)
- Friedrich Schillers Leben, der Charakter seiner Schriften und seines Strebens. Zum 100jähr. Geburtstage unseres Dichters, 10. Nov. 1859 ; Vorgetragen von Heinrich Börnstein bei der Schillerfeier in Saint Louis, Missouri. Scharmann, St. Louis 1859
- Die Geheimnisse von St. Louis. Bd. 1. Verlags-Bureau, Hamburg 1868 MDZ Reader
- Die Geheimnisse von St. Louis. Bd. 2. Verlags-Bureau, Hamburg 1868 MDZ reader
- Die Geheimnisse von St. Louis. Bd. 3. Verlags-Bureau, Hamburg 1868 MDZ reader
- Die Geheimnisse von St. Louis. Bd. 4. Verlags-Bureau, Hamburg 1868 http://reader.digitale-sammlungen.de/de/fs1/object/display/bsb11159437_00007.html
- Italien in den Jahren 1868 und 1869 2 Bde. in 1 Bd. Otto Jahnke, Berlin 1870 Bd. 1 Google books Band 2 MDZ reader
- Fünfundsiebzig Jahre in der Alten und Neuen Welt. Memoiren eines Unbedeutenden. 2 Bde. Otto Wigand, Leipzig 1881 (2. Aufl. 1884) Band 1 Band 2